# Paul Meierhans
Paul Meierhans (Tägerig, 30 augustus 1895 - Zürich, 17 maart 1976) was een Zwitsers econoom, journalist en politicus.
Meierhans was een neef van Gottlieb Duttweiler, de oprichter van de Landesring der Unabhängigen (LdU). Paul Meierhans studeerde aan de kweekschool van Wettingen en was daarna leraar in Vordemwald (Aargau). Van 1917 tot 1921 studeerde hij economie aan de Universiteit Zürich. In 1921 studeerde hij af. Van 1923 tot 1925 was hij werkzaam bij de statistische dienst van Zürich en van 1925 tot 1928 bij de statistische dienst van Bazel.
Meierhans werd al jongeman lid van de Sociaaldemocratische Partij van Zwitserland (SP) en was als journalist voor socialistische kranten. Van 1928 tot 1934 was hij redacteur van het Arbeiterblatt ("Arbeidersblad") in het kanton Luzern, vanaf 1935 was hij redacteur van het Arbeiterblatt in het kanton Zürich. Van 1935 tot 1950 was hij hoofdredacteur van Volksrecht. Van 1931 tot 1934 was hij wethouder te Luzern en tevens lid van de Grote Raad van Luzern. In 1935 was Meierhans korte tijd secretaris van de SP in het kanton Zürich en van 1935 tot 1950 vertegenwoordigde hij het kanton Zürich in de Nationale Raad (tweede kamer van de Bundesversammlung). Van 1936 tot 1954 was hij vicevoorzitter van het hoofdbestuur van de SP en tevens lid van de persdienst van de SP. In die laatste functie verzette hij zich tegen de tijdens de Tweede Wereldoorlog (1939-1945) van overheidswege ingestelde perscensuur. Ook verzette hij zich tegen iedere samenwerking met de communisten.
Meierhans was van 1950 tot 1963 lid van de Regeringsraad van Zürich. Hij beheerde het departement van Openbare Werken en in die functie droeg hij aan de bouw van de Luchthaven Zürich-Kloten en de aanleg van de eerste snelwegen in het kanton. Van 1 mei 1954 tot 30 april 1955 en van 1 mei 1960 tot 30 april 1961 was hij voorzitter van de Regeringsraad (dat wil zeggen regeringsleider) van Zürich.
Paul Meierhans overleed op tachtigjarige leeftijd.